# Гайомарт
Гайомарт (авест. 𐬔𐬀𐬌𐬌𐬊 𐬨𐬆𐬭𐬆𐬙𐬀𐬥 Gayō Marətan; пехл. 𐭪𐭣𐭬𐭫𐭲 Gayōmart, Kayōmart; перс. کیومرث‎, тадж. Каюмарс — «Жизнь смертная», «Жизнь человеческая» или «Живой смертный») — в иранской мифологии считается отцом иранских народов. Соответствует ведийскому Мартанде, в манихействе носит имя Гехмурд, в персидском эпосе выступает как первый царь иранцев.

## Ранние и среднеперсидские источники
«Авеста» содержит лишь краткие упоминания о нём, а не подробные сюжеты. Рассказ о нём входил в утраченный «Чихрдад-наск» «Авесты». Во «Фравардин-яште» говорится (Яшт XIII 87): «Мы чтим фраваши Гайа Мартана праведного, который первым услышал думы и заповеди Ахура-Мазды, и из которого [Ахура-Мазда] произвёл семью арийских народов» (или «…создал семя Иранских земель»).
Он выступает как праведник, совершенный муж маздеитской теологии. Распространено мнение, что в качестве первочеловека он заменил индоиранский образ Йимы-Джемшида, который не был праведником.
В первой главе «Бундахишна» рассказывается, что Ормазд творил телесный мир в семь этапов, и шестым этапом было создание Гайомарта из земли (что случилось на берегу реки Дайтья в середине Земли), и в его тело было вложено семя, созданное из света и влаги неба. Он сверкал как солнце, был ростом в четыре локтя, и ширина его равнялась высоте, он был светлым и белым. Этап создания Гайомарта занял 70 дней. Словами других текстов, Гайомарт был сыном Ахурамазды и Спандармат (богини земли, которая в то же время считалась дочерью Ахурамазды), и его рождение трактуется как результат сакрального инцеста.
Элиаде называет Гайомарта «андрогинным макрантропом» и сопоставляет с шарообразными изначальными людьми из платоновского «Пира», а также с Имиром и Пурушей.
Гайомард назван убийцей Арзура (Суждения духа разума XXVII 15), сына Ахримана. А. Кристенсен отмечает, что это имя (Арезур, авест. Эрэзура, «Отвесная, прямая») носит гора, расположенная у входа в ад (Бундахишн XII 8), на которой собираются дэвы (Вендидад III 7; XIX 45).
«Бундахишн» повествует, что в начале нового трехтысячелетнего цикла Ахриман, побуждаемый «нечестивой Шлюхой», начал портить все творения Ормазда, но Ормазд наслал на Гайомарда сон, и тот, проснувшись, увидел мир испорченным. Ахриман послал Аствихада и тысячу дэвов на Гайомарда, но те не смогли его убить. После этого время жизни и правления Гайомарда было определено в 30 лет. Короткое правление Гайомарта знаменует начало третьего трехтысячелетнего космического цикла и начало тысячелетнего правления Весов.
Когда Гайомард был погублен Ахриманом и умер, он испустил семя, «очищенное солнечным светом», три четверти которого хранил Нерйосанг, а одна четверть попала в землю-Спандармад, и через 40 лет из него родился куст ревас (вероятно, ревень), а затем Мартйа и Мартйанаг(«Денкард» называет их детьми Гайомарда и Спандармад). Таким образом, из его тела произошли не только все тела и души мужчин и женщин двадцати пяти рас (включая разного рода полулюдей), но и семь видов металлов (Суждения духа разума XXVII 16-18).
Он (то есть его духовная сущность) попал в рай и оказался по левую руку от Ормазда. При воскрешении мёртвых его кости поднимутся первыми из всех людей, и он получит половину света солнца, а другую половину — остальные люди. В указаниях на связь с солнцем и светом видят отголоски архаичного солярного мифа.

## Арабские и персидские источники
Каюмарса упоминают ат-Табари, аль-Масуди, Саалиби, Балами, аль-Бируни и книга «Ноурузнома», приписываемая Омару Хайяму.
Бируни передаёт рассказ, по которому Ормузд, борясь с Ахриманом, вспотел, и из капель пота с его лба родился Каюмарс, который победил Ахримана и стал ездить на нём верхом. Однако, доехав до ворот ада, Каюмарс испугался, Ахриман сбросил его и съел, но перед смертью Каюмарс испустил семя, от которого произошла первая человеческая пара.
По другому повествованию, Каюмарс жил 3000 лет в раю, ещё 3000 лет на земле, пока не появилось зло. Хазура (Арзур), сын Ахримана, напал на него, но погиб от его руки. Тогда Ахриман убил Каюмарса, но из его ребра упали две капли, из которых выросли два куста ревеня, а на них почки, ставшие первой парой людей.
«Ноурузнома» сообщает, что Каюмарс установил деление года на 12 месяцев и начало летоисчисления, и прожил после этого 40 лет.
Есть рассказ, что он построил первые жилища на склонах гор, освещенных солнцем, первые жилища, где поселил людей, до того обитавших в пещерах.
В народных сказках таджиков Каюмарс — обладатель огромного бриллианта, который хранится в заколдованном месте.

## Образ в «Шахнаме»
Кеюмарс был первым царём иранских народов, который научил людей одеваться в шкуры барсов. Его сыном был Сиямек, а внуком — Хушенг. Царствование Кеюмарса, по Фирдоуси, длилось 30 лет (предшествующий период не упоминается).
Ахриман и его сын, див в облике чудовищного волка, завидовали Кеюмарсу. Сиямек погиб в поединке с дивом, и Кеюмарс, народ, звери и птицы оплакали юношу. Ангел Соруш (авестийский Сраоша) посетил Кеюмарса и передал волю творца.
Дед воспитал внука Хушенга, и когда тот вырос, Кеюмарс и Хушенг с войском зверей и птиц двинулись на дивов. Хушенг сразил сына Ахримана в бою, отомстив за отца, после чего Кеюмарс скончался.